# Episodi di Faber l'investigatore (quarta stagione)
La quarta stagione della serie televisiva Faber l'investigatore è stata trasmessa in anteprima in Germania da ARD tra il 19 novembre 1991 e il 28 aprile 1992.
| nº | Titolo originale         | Titolo italiano | Prima TV Germania | Prima TV Italia |
| -- | ------------------------ | --------------- | ----------------- | --------------- |
| 1  | Ausermittelt             |                 | 19 novembre 1991  |                 |
| 2  | Tauschgeschäfte          |                 | 26 novembre 1991  |                 |
| 3  | Alte Kameraden           |                 | 3 dicembre 1991   |                 |
| 4  | Zwei Schlüssel           |                 | 10 dicembre 1991  |                 |
| 5  | Kleine Fische            |                 | 17 dicembre 1991  |                 |
| 6  | Mikado                   |                 | 7 gennaio 1992    |                 |
| 7  | Hallo Paula              |                 | 14 gennaio 1992   |                 |
| 8  | Betriebsgeheimnis        |                 | 21 gennaio 1992   |                 |
| 9  | Baal                     |                 | 28 gennaio 1992   |                 |
| 10 | Zwischen den Stühlen     |                 | 4 febbraio 1992   |                 |
| 11 | Endstation               |                 | 25 febbraio 1992  |                 |
| 12 | Nachtschicht             |                 | 3 marzo 1992      |                 |
| 13 | Tim                      |                 | 10 marzo 1992     |                 |
| 14 | Endspiel                 |                 | 17 marzo 1992     |                 |
| 15 | Das Versprechen          |                 | 24 marzo 1992     |                 |
| 16 | Bis ans Ende der Nacht   |                 | 31 marzo 1992     |                 |
| 17 | Cora                     |                 | 7 aprile 1992     |                 |
| 18 | Der vierte Mann          |                 | 7 aprile 1992     |                 |
| 19 | Das linkshändige Phantom |                 | 28 aprile 1992    |                 |